# Jürgen Kofner
Jürgen E. Kofner (* 21. Mai 1948; † 25. April 2008 in Erkrath) war ein deutscher Basketballfunktionär.

## Leben
Kofner war in den 1980er Jahren Pressesprecher des damaligen deutschen Damen-Serienmeisters Agon Düsseldorf und ab Anfang der 1990er Jahre erst Hallensprecher, dann Manager des Barmer TV Wuppertal, der acht Mal in Folge deutscher Meister wurde. Von 2003 bis Juni 2007 bekleidete er gemeinsam mit Birgit Kunel den Geschäftsführerposten der Betreibergesellschaft der Damen-Basketball-Bundesliga (DBBL).
Für den Deutschen Basketball-Bund (DBB) begleitete Kofner, der Besitzer eines Werbeunternehmens in Düsseldorf war, die weibliche U20-Nationalmannschaft auf Länderspielreisen als Delegationsleiter. Er starb am 25. April 2008 im Alter von 59 Jahren an Krebs. Im Nachruf des Deutschen Basketball-Bundes wurde Kofner als „seit Jahrzehnten unermüdlicher Antreiber des Damenbasketballs in Deutschland“ bezeichnet.